# Vinstue 90
Vinstue 90 (også kaldet 90'eren) er et dansk værtshus beliggende på Gammel Kongevej på Frederiksberg. Stedet blev indviet i 1916. Udsmykningen er fra 1920’erne, og interiøret består blandt andet af gamle lædermøbler. Den har bibeholdt den gamle stil, og derfor er den indrettet uden jukebox og musikanlæg.
Værtshuset er kendt for sin "slowbeer", som er fadøl, der tappes på gammeldags vis, hvilket vil sige, at det tager sin tid at få lavet øllen.